# Vichères
Vichères é uma comuna francesa na região administrativa do Centro, no departamento Eure-et-Loir. Estende-se por uma área de 12,1 km². Em 2010 a comuna tinha 305 habitantes (densidade: 25,2 hab./km²).